# Tomatina

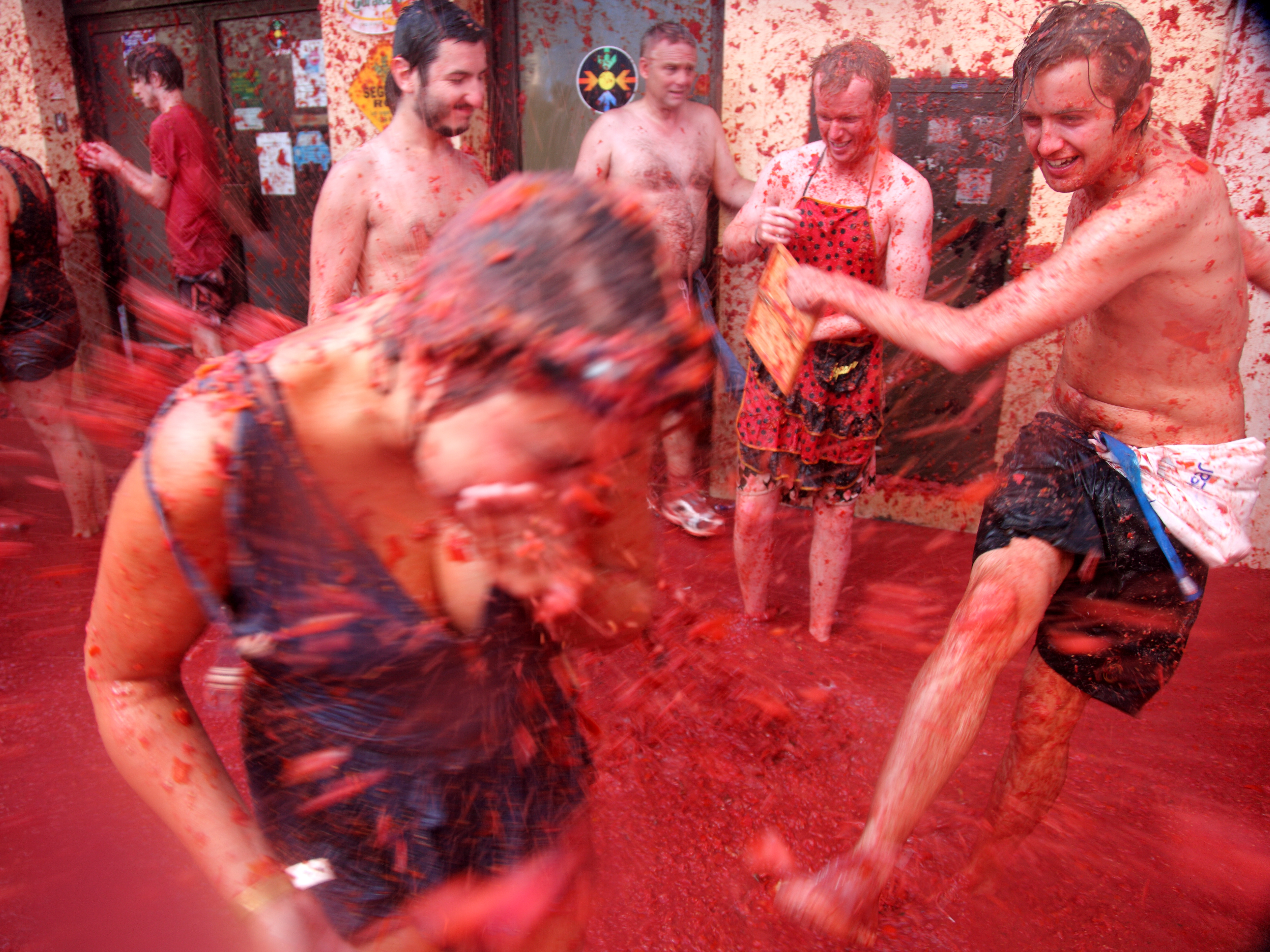
Tomatina in 2010

La Tomatina is een feest dat gevierd wordt in het dorpje Buñol in de Spaanse provincie Valencia. Het is een jaarlijks terugkerend tomatengevecht op de laatste woensdag van augustus. Dit evenement trekt altijd veel toeristen. Samen met de San Fermínfeesten en de bijbehorende stierenrennen in Pamplona behoort het tot de internationaal bekendste feesten van Spanje.

## Geschiedenis

### Oorsprong
In 1945 zochten enkele jongeren ruzie omdat ze wilden deelnemen aan een typische lokale optocht van gigantes y cabezudos (reuzen en groothoofden). Omdat ze zich in de buurt van een groentekraam bevonden, stalen ze tomaten om die naar de optocht te gooien. De oproerpolitie kwam en liet de jongeren de schade vergoeden.
Het jaar daarop herhaalden de jongeren deze truc, met ditmaal van huis meegebrachte tomaten. Ook toen werden ze weer door de ordetroepen opgepakt. Na dit enkele jaren achtereen volgehouden te hebben, werd dit een traditie zonder dat er een officiële status van was vastgelegd.

### Aanpassingen door de tijd heen
In 1950 ontstond de gemeenteraad van Buñol. Uiteindelijk werd het gehele feest toegestaan. Zo werd men met water overgoten en werden er waterstralen op de tegenstander gericht. In 1957 werd het feest weer verboden en stond op overtreding een gevangenisstraf.
In 1959 werd Tomatina definitief toegestaan en sinds 1980 deelt de gemeente jaarlijks tomaten uit aan de steeds talrijker wordende bezoekers.
In 2003 deden 38.000 mensen mee en er werd 132 ton tomaten gebruikt.
De meermaals bekroonde film We Need to Talk About Kevin opent met een scène op Tomatina, en maakt effectief gebruik van de ambiguïteit van vreugde en de overdadige aanwezigheid van de kleur van bloed.